# Nantes-en-Ratier
Nantes-en-Ratier är en kommun i departementet Isère i regionen Auvergne-Rhône-Alpes i sydöstra Frankrike. Kommunen ligger i kantonen La Mure som tillhör arrondissementet Grenoble. År 2022 hade Nantes-en-Ratier 468 invånare.

## Befolkningsutveckling
Antalet invånare i kommunen Nantes-en-Ratier
Referens:INSEE